# 1701 w literaturze
Wydarzenia literackie w 1701 roku.

## Nowe książki
- Daniel Defoe - The Original Power of the Collective Body of the People of England
- John Dennis -  The Advancement and Reformation of Modern Poetry
- Lady Mary Chudleigh - The Ladies Defiance: Or, the Bride-woman's Counsellor Answer'd
- Jeremy Collier - The Great Historical, Geographical, Genealogical and Poetical Dictionary (tłum.)
- John Norris - An Essay Towards the Theory of the Ideal or Intelligible World
- John Philips - The Sylvan Dream, The Splendid Shilling
- Edward Sherburne - The Tragedies of L. Annaeus Seneca (tłum.)
- Richard Steele - The Christian Hero, The Funeral. (dramaty)
- Jonathan Swift - A Discourse of the Contests and Dissensions Between the Nobles and the Commons in Athens and Rome
- William Temple - Miscellanea: the Third Part (pośm.)
- John Toland - The Art of Governing by Partys
- Benjamin Whichcote - Several Discourses (pośm.)

## Zmarli
- 2 czerwca – Madeleine de Scudéry, francuska pisarka nurtu préciosité (ur. 1607)